# Julgamento de Orientação de Linha
O Julgamento de Orientação de Linha (JLO) é um teste usado como um método não motor padronizado de habilidades visoespaciais comumente associadas ao funcionamento do lobo parietal no hemisfério direito, sua administração pode ser demorada. O teste mede a capacidade de uma pessoa de combinar o ângulo e a orientação das linhas no espaço. É solicitado ao sujeito que combine duas linhas angulares a um conjunto de 11 linhas dispostas em um semicírculo e separadas 18 graus uma da outra. O teste completo tem 30 itens, mas também foram criados formulários curtos. Existem dados normativos disponíveis para idades entre 7 e 96 anos.
Em 1994, Arthur L. Benton desenvolveu o teste a partir de seu estudo dos efeitos de uma lesão no hemisfério direito nas habilidades espaciais. Apesar de sua popularidade e fortes propriedades psicométricas, a versão completa do teste (30 itens) foi criticada por ser desnecessariamente longa  E desde sua criação, houve muitas tentativas de desenvolver formas curtas; no entanto, essas formas foram limitadas em sua capacidade de estimar pontuações com precisão.

## Desempenhos clínicos
Em um estudo que mediu as pontuações do JLO e o desempenho de motoristas, o JLO foi correlacionado com melhores pontuações. Outro estudo avaliou pacientes com a Doença de Parkinson e os resultados indicaram  evidências adicionais para a existência de déficits visoespaciais na DP. Com isso, o JLO demonstrou ser um teste adequado para a avaliação da função visoespacial em pacientes que necessitam de acompanhamento neuropsicológico.

### Distúrbios neurológicos
Pacientes com os seguintes distúrbios geralmente não apresentam bom desempenho no teste JLO:
- Demência
- Síndrome de William[10]
- Neurofibromatose tipo I[11]

Pacientes com demência geralmente apresentam desempenho ruim neste teste. Um estudo sugere que os pacientes com doença de Parkinson apresentam baixo desempenho devido à complexidade das demandas das tarefas, e não devido a déficits visoespaciais.

### Transtornos psiquiátricos
Estudos realizados em pessoas com esquizofrenia não encontraram déficit no desempenho.

## Procedimento
O teste consiste em cinco testes práticos seguidos de 30 itens de teste. É adequado para populações adultas e pediátricas. O teste possui duas formas, H e J, que apresentam as mesmas 30 tentativas, mas em ordem diferente. As respostas aos prompts podem ser apontadas ou faladas.

### Pontuação
Uma pontuação de 17 ou menos é considerada um sinal de déficit grave.